# أكرم إمام أوغلي
أكرم إمام أوغلو (بالتركية: Ekrem İmamoğlu) من مواليد 4 يونيو 1970. هو سياسي ديمقراطي اجتماعي ورجل أعمال ومطوّر عقارات تركي. تولّى عمادة بلدية إسطنبول العمدة الثاني والثلاثين بعد انتخابه للمنصب كعضو ومرشح مشترك لتحالف الأمة من حزب الشعب الجمهوري (CHP) وحزب الصالح في الانتخابات المحلية التركية 2019 بـ 4.1 مليون صوت وفاز بهامش 13 ألف صوت ضد خصمه من حزب العدالة والتنمية، وشغل المنصب من 17 أبريل 2019 حتى 6 مايو 2019. عندما تم إلغاء الانتخابات. ثم أُعيد انتخابه في انتخابات متجددة في 23 يونيو 2019 بهامش أكبر بلغ 800000 صوت. ترشح لمنصبه مرة أخرى في انتخابات بلدية إسطنبول عام 2024، حيث فاز بأغلبية تقارب 50 في المائة، وحصل على فترة ولاية أخرى مدتها 5 سنوات. شغل إمام أوغلي من قبل عمادة منطقة بيلك دوزو في إسطنبول بين عامي 2014 و2019. وفي انتخابات رئاسة بلدية مدينة إسطنبول 2024 حقق الفوز بفارق مليون صوت عن أقرب منافسيه.
برز إمام أوغلي كمرشح غير متوقع لتحالف الأمة على منصب عمدة إسطنبول، متفوقًا على منافسين بارزين مثل محرم إينجه، مرشح حزب الشعب الجمهوري للانتخابات الرئاسية لعام 2018. عشية الانتخابات، تقدم إمام أوغلو بفارق ضئيل في سباق رئاسة البلدية، حيث أظهرت النتائج الأولية تقدمه بنحو 23 ألف صوت. ثم تقلص تقدمه إلى 13,729 صوتًا بعد سلسلة من عمليات إعادة الفرز بدعم من الحكومة.
أدى إمام أوغلو اليمين الدستورية كرئيس لبلدية إسطنبول في 17 أبريل، عقب الانتهاء من جميع عمليات إعادة فرز الأصوات. وفي 6 مايو 2019، انعقد المجلس الأعلى للانتخابات وصوّت على إلغاء نتائج انتخابات رئاسة البلدية. وقبل أعضاء المجلس اعتراض حزب العدالة والتنمية على نتائج الانتخابات المحلية في إسطنبول، حيث صوّت سبعة أعضاء من المحكمة العليا لصالح الدعوة إلى انتخابات جديدة وأربعة ضدها. كما ألغى مجلس الانتخابات شهادة إمام أوغلو كرئيس للبلدية حتى الانتخابات المتجددة. وأُجريت انتخابات جديدة في 23 يونيو 2019 حيث أُعيد انتخاب إمام أوغلو رئيسًا للبلدية بهامش يقارب 800000 صوت. وأدى اليمين الدستورية في 27 يونيو 2019. وأُعيد انتخابه بهامش فوز كبير في انتخابات رئاسة البلدية عام 2024. ونظراً لشعبيته، ينظر إليه باعتباره مرشحا محتملا للرئاسة في الانتخابات الرئاسية التركية المقبلة.
ويُحاكم إمام أوغلي منذ يناير 2022 بتهمة "إهانة المسؤولين الانتخابيين"، وهي التهم التي يُقال إنها ذات دوافع سياسية، وحُكم عليه بالسجن لمدة عامين و7 أشهر و15 يومًا كما مُنع من ممارسة السياسة من قبل قاضٍ في 14 ديسمبر 2022. لم يتم سن الحظر السياسي بعد، حيث يجب أن تؤيده أولاً محكمة الاستئناف ومحكمة النقض.
وفي 19 مارس 2025، أُلقي القبض على إمام أوغلي بتهم فساد مع أكثر من 100 شخص. أفادت وكالة الأناضول أن إمام أوغلو وعدة أشخاص آخرين يُشتبه في تورطهم في الابتزاز وغسل الأموال والمخالفات المتعلقة بالعطاءات والمشتريات، من بين جرائم أخرى. كما يُشتبه في مساعدة إمام أوغلو لحزب العمال الكردستاني المحظور (بي بي كيه)، من خلال تشكيل تحالف مزعوم مع منظمة كردية جامعة للانتخابات البلدية في إسطنبول. وقبل ذلك بيوم، ألغت جامعة في إسطنبول شهادة إمام أوغلو، مما أدى فعليًا إلى استبعاده من الترشح في الانتخابات الرئاسية القادمة.يقضي أكرم إمام أوغلو حاليًا عقوبته في سجن سيليفري، الذي يقع على بعد حوالي 70 كيلومترًا من إسطنبول، ويُعرف بكونه مرفقًا يحتوي على معتقلين بارزين. على مر السنين، احتجز سجن سيليفري العديد من الشخصيات البارزة، بما في ذلك ضباط عسكريون متقاعدون، وقادة أحزاب سياسية، وأعضاء في البرلمان، وصحفيون، بالإضافة إلى مشاركين في احتجاجات جيزي بارك عام 2013. وقد تباينت التهم الموجهة إليهم بين محاولة الإطاحة بالحكومة ودعم الإرهاب.

## الحياة المبكرة والتعليم
وُلِد إمام أوغلو في بلدة آقجة آباد غرب مدينة طرابزون في 4 يونيو 1970، كما ذكر بنفسه أنه وُلِد بالفعل في عام 1971. خلال طفولته المبكرة، عاش في المجتمعات الريفية جيفيزلي ويلدزلي، جنوب غرب أكشابات. تخرج من مدرسة طرابزون الثانوية، حيث لعب كرة القدم وكرة اليد للهواة. بعد تخرجه من مدرسة طرابزون الثانوية، درس في جامعة جيرني الأمريكية في كيرينيا، شمال قبرص ولعب كحارس مرمى في نادي تورك أوجاجي ليماسول في عام 1987 انتقلت عائلته إلى إسطنبول. التحق بجامعة إسطنبول، وحصل على درجة البكالوريوس في إدارة الأعمال ودرجة الماجستير في إدارة الموارد البشرية. بعد تخرجه، انضم إلى أعمال عائلته في مجال البناء. في عام 1995، تزوج من ديليك كايا، وأنجبا معًا ثلاثة أطفال. في عام 2002 أصبح عضوًا في مجلس إدارة نادي طرابزون سبور، وكان أيضًا نائب رئيس فريق كرة السلة طرابزون سبور بي كي.

## النشاط السياسي
نظرًا لأن والد إمام أوغلو كان عضوًا في حزب الوطن الأم (ANAP)، فقد شارك إمام أوغلو لفترة وجيزة في الجناح الشبابي للحزب في أوائل التسعينيات على الرغم من أن عائلة والدته كانت داعمة لحزب الشعب الجمهوري. انضم إمام أوغلو إلى حزب الشعب الجمهوري عام 2008، وانتُخب رئيس للجناح الشبابي للحزب عام 2009. في 16 سبتمبر 2009، اختاره حزب الشعب الجمهوري رئيس للفرع المحلي للحزب في منطقة بيليك دوزو في إسطنبول. ثم أعيد انتخابه لهذا المنصب في 8 مارس 2012، قبل أن يستقيل في 15 يوليو 2013 للترشح لمنصب رئيس بلدية بيليك دوزو. أُجريت الانتخابات في 30 مارس 2014، كجزء من الانتخابات المحلية التركية لعام 2014، وفاز إمام أوغلو بنسبة 50.83% من الأصوات، متغلبًا على مرشح حزب العدالة والتنمية الحالي يوسف أوزون..
بعد إعلان استقالة رئيس بلدية إسطنبول، قدير طوباش، في 23 سبتمبر 2017، رشّح حزب الشعب الجمهوري إمام أوغلو ليحل محله. وفي انتخابات بلدية إسطنبول، التي أُجريت لإتمام الفترة المتبقية من ولاية طوباش، خسر إمام أوغلو أمام مرشح حزب العدالة والتنمية، مولود أويصال، بعد ثلاث جولات، بأغلبية 125 صوت مقابل 179 صوت، غلب عليها الطابع الحزبي.

### انتخابات بلدية إسطنبول 2019

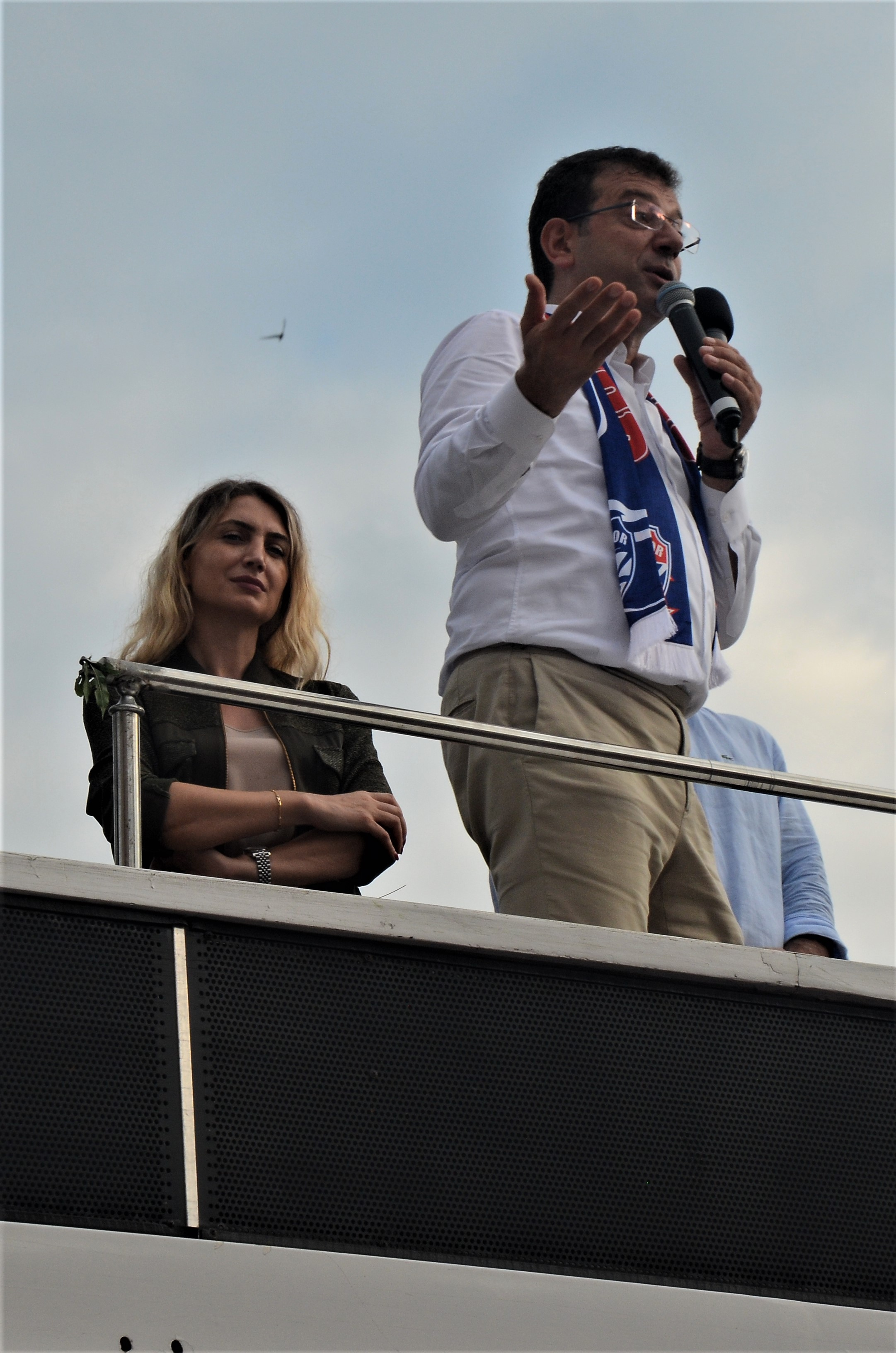
أكرم إمام أوغلو وزوجته ديليك خلال حملته الانتخابي لرئاسة بلدية إسطنبول في يونيو 2019 في سيليفري.

رشح حزب الشعب الجمهوري إمام أوغلو مرة أخرى لانتخابات رئاسة بلدية إسطنبول عام 2019 في 18 ديسمبر 2018. ورفض كل من الحزب الجيد، الذي شكل تحالف الجمهور مع حزب الشعب الجمهوري، وحزب الشعوب الديمقراطي ترشيح مرشحين، وهو ما قد يكون زاد من الدعم لإمام أوغلو.
رشح حزب الشعب الجمهوري إمام أوغلو مرة أخرى لانتخابات رئاسة بلدية إسطنبول عام 2019 في 18 ديسمبر 2018. ورفض كل من الحزب الجيد، الذي شكل تحالفًا مع حزب الشعب الجمهوري، وحزب الشعوب الديمقراطي ترشيح مرشحين، وهو ما قد يكون زاد من الدعم لإمام أوغلو.
وفي الفترة التي سبقت الانتخابات، حظيت حملته باهتمام عالمي بسبب نهجها المعتدل والموحد، مما أدى إلى تضييق استطلاعات الرأي ضد منافسه، مرشح تحالف الجمهور بن علي يلدرم. أجريت الانتخابات في 31 مارس 2019، حيث هزم إمام أوغلو مرشح حزب العدالة والتنمية بن علي يلدرم بنحو 25000 صوت وفقًا لإجمالي يوم الانتخابات الذي أصدره المجلس الأعلى للانتخابات. بعد فوزه المفاجئ الذي تفوق فيه حزب العدالة والتنمية الحاكم عليه بشكل كبير وحصل على المزيد من التغطية الإعلامية، تم وصف إمام أوغلو بأنه نجم صاعد في السياسة التركية ومرشح محتمل لتحدي رجب طيب أردوغان في the الانتخابات الرئاسية التركية عام 2023.
طعن حزب العدالة والتنمية في نتائج الانتخابات نيابة عن مرشحه، زاعما أن الأصوات الباطلة ربما تكون قد أثرت على الانتخابات، ونصب ملصقات كبيرة في المدينة تعلن أن يلدريم هو الفائز في الانتخابات. بدوره، اتهم إمام أوغلو حزب العدالة والتنمية بأنه "خاسر سيء". وبعد إعادة فرز الأصوات المدعومة من الحكومة، انخفض تقدم إمام أوغلو إلى ما يقرب من 16,000 صوت.

## رئيس بلدية إسطنبول (2019 - 2025)
أدى إمام أوغلو اليمين الدستورية كرئيس لبلدية إسطنبول في 17 أبريل، بعد 17 يومًا من الانتخابات، عقب الانتهاء من جميع عمليات إعادة فرز الأصوات. وانتهت فترة ولايته كرئيس للبلدية عندما ألغى المجلس الأعلى للانتخابات نتائج الانتخابات في 6 مايو 2019 وأقاله من منصب رئيس بلدية إسطنبول. ووفقًا للمجلس التركي للانتخابات، فقد اتُخذ القرار لأن بعض رؤساء اللجان وموظفي الاقتراع لم يكونوا موظفين مدنيين. ينص القانون التركي على أنه يجب أن يكونوا موظفين مدنيين. ومع ذلك، وصف الكثيرون هذا الإجراء بأنه خطوة للتراجع عن إرادة الناخبين، الذين منحوا مرشح المعارضة فوزًا ضيقًا ولكنه متنازع عليه بشدة. تم تعيين علي يرلي كايا رئيسًا مؤقتًا للبلدية من قبل وزارة الداخلية التركية في 7 مايو 2019.
أُجريت انتخابات جديدة في 23 يونيو 2019، حيث أُعيد انتخاب إمام أوغلو رئيسًا لبلدية إسطنبول، بفارق يزيد عن 800 ألف صوت هذه المرة. وبعد خسارته الثانية أمام إمام أوغلي، أقر بن علي يلدريم بالهزيمة وهنأ إمام أوغلو أيضًا على إعادة انتخابه رئيسًا لبلدية إسطنبول. كما هنأ أردوغان إمام أوغلو واعترف بفوزه في الانتخابات. ثم أدى إمام أوغلو اليمين الدستورية في 27 يونيو 2019. وفي اليوم نفسه حصل أيضا على شهادة رئاسة البلدية للمرة الثانية.

### الإجراءات البيئية
بدأ إمام أوغلو حملة تنظيف مستمرة لقاع القرن الذهبي، والتي كانت تُناقش باستمرار بسبب تلوث المياه. بعد فترة طويلة، استعاد القرن الذهبي حيويته الطبيعية، حيث تسبح الأسماك وتتسابق الدلافين. أما النقل بالمركبات الهوائية، الذي كان محل نقاش لسنوات عديدة في جزر الأمراء، بسبب ظروف الخيول والأمراض المعدية التي تؤثر سلبًا على الصحة العامة، فقد حلت محله المركبات الكهربائية الصديقة للبيئة نتيجة "ورشة عمل النقل في جزر الأمراء". وفي مواجهة خطر الزلازل، الذي يُعدّ أولوية قصوى لإسطنبول، يتم الكشف عن المناطق الخطرة والمباني المتعفنة من خلال عمليات المسح في جميع أنحاء المدينة. وقد انتقد إمام أوغلو خطط الحكومة التركية لبناء قناة إسطنبول، التي ستربط بحر مرمرة بالبحر الأسود عبر ممر مائي ثانٍ بجانب مضيق البوسفور الطبيعي.

### الإنشاءات والبنية التحتية
أصبحت محطة حافلات إيسنلر، حيث تم الترحيب بالعديد من الوافدين الجدد إلى إسطنبول لأول مرة والتي كانت على جدول الأعمال لسنوات عديدة بحالتها المهجورة والخطيرة، محطة آمنة ومريحة نتيجة لتصميم المشروع المفصل. تم القضاء إلى حد كبير على الفيضانات التي حدثت بعد هطول الأمطار في معظم أنحاء المدينة وتسببت في خسائر مالية كبيرة لسكان إسطنبول. من ديسمبر 2020، تم الانتهاء من الأعمال في 63 موقع من أصل 104 مواقع غمرتها الفيضانات المزمنة في إسطنبول بتنسيق من IMM. اكتسب حوض بناء السفن هاليتش، الذي لم يتم تشغيله لسنوات عديدة وهو على وشك الإغلاق، الحياة تاريخيًا ووظيفيًا من خلال العمل الدقيق الذي قامت به IMM. كما يتولى حوض بناء السفن أيضًا إنتاج سيارات الأجرة البحرية، والتي سيتم تشغيلها بواسطة IMM في المستقبل القريب. نتيجة للأعمال التي بدأت بهدف تركيز IMM على أنظمة السكك الحديدية في الفترة الجديدة وجعل أنظمة السكك الحديدية العمود الفقري للنقل العام، ادعى إمام أوغلو على تويتر أن إسطنبول أصبحت المدينة التي تم فيها تنفيذ معظم مشاريع مترو الأنفاق في نفس الوقت. بسبب نقص الأموال لفترة طويلة، تم إيقاف بناء المترو بطول 103.4 كيلومترًا في 10 خطوط مترو، ومعظمها غير مكتمل أو لم يبدأ أبدًا.[بحاجة لمصدر غير أولي] تم توفير الأموال من المؤسسات المالية، التي اكتسبت ثقة نهج الإدارة القائم على الشفافية والجدارة في إسطنبول، للخطوة التي أنهت إهدار 11 مليار ليرة تركية. تم الانتهاء من خط ترام إمينونو-عليبي كوي، الذي توقف بسبب مشاكل التمويل، في الفترة الجديدة من IMM وفُتح لخدمة سكان إسطنبول.

### المشاريع الثقافية

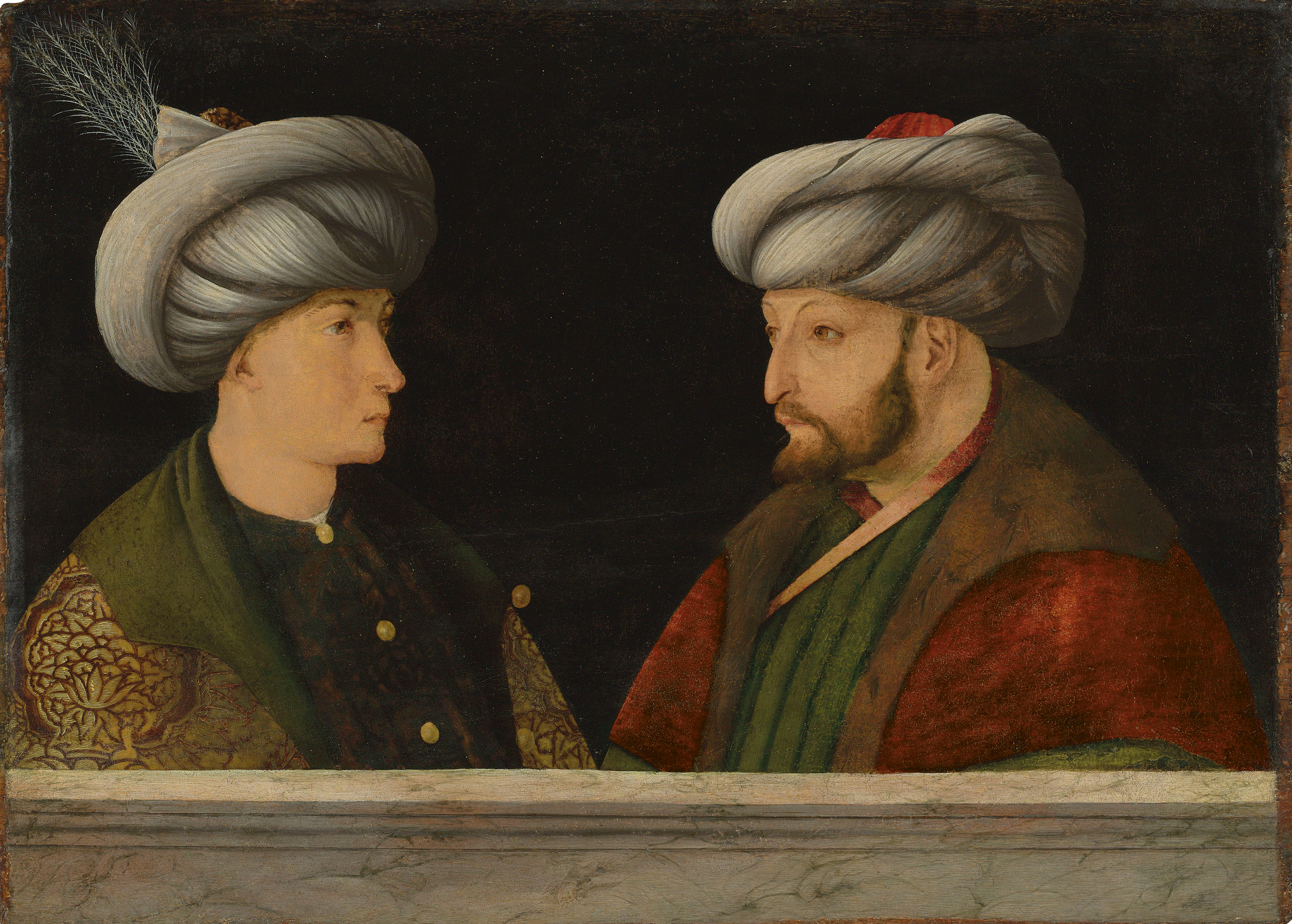
"صورة السلطان محمد الثاني مع شاب مرموق"

اشترت IMM لوحة محمد الفاتح التي يبلغ عمرها 540 عام في مزاد افتتحته المعرض الوطني في لندن. تم تنفيذ مشروعين مختلفين لدعم الموسيقيين والمسارح الذين تعرضوا لعملية صعبة بسبب جائحة فيروس كورونا، مما تسبب في توقف الأنشطة الثقافية والفنية تمامًا.

### الزراعة والمزارع
لدعم المزارعين، قدمت IMM أعلاف حيوانية وشتلات لـ 474 منتج. تم الحصول على 16380 طن من المحاصيل عام 2020 مع إعادة تفعيل الأراضي الزراعية التي تُركت خاملة.

### محاولة اغتيال مزعومة
في 1 ديسمبر 2020، أفادت قناة أودا تي في أن تنظيم الدولة الإسلامية (داعش) خطط لاغتيال إمام أوغلو. وأفادت التقارير بإلقاء القبض على مجموعة من مسلحي داعش. كما طُلب من حراس إمام أوغلو توخي الحذر الشديد في 23 نوفمبر 2020. وصرح وزير الداخلية سليمان صويلو: "نتلقى معلومات استخباراتية كهذه من حين لآخر، لكنها لا تُكشف للعامة". إلا أن الشرطة التركية نفت وجود محاولة اغتيال، ونفت أيضًا مزاعم القبض على منفذي العملية.

### المحاكمة
في 14 ديسمبر 2022، حُكم على أكرم إمام أوغلو بالسجن لمدة عامين لوصفه المجلس الأعلى للانتخابات التركي بـ"الحمقى" قبل ثلاث سنوات. واعتُبر الحكم محاولة من رئاسة رجب طيب أردوغان ‏ لتركيز السلطة ضد المعارضة الشعبية، وإزالة منافس سياسي محتمل. أثارت المحاكمة إدانة دولية واسعة النطاق، ونُظمت احتجاجات أمام بلدية إسطنبول ردًا عليها. بالإضافة إلى ذلك، تجمع رؤساء بلديات أوروبيون في إسطنبول لإظهار الدعم.

### الانتخابات الرئاسية 2023

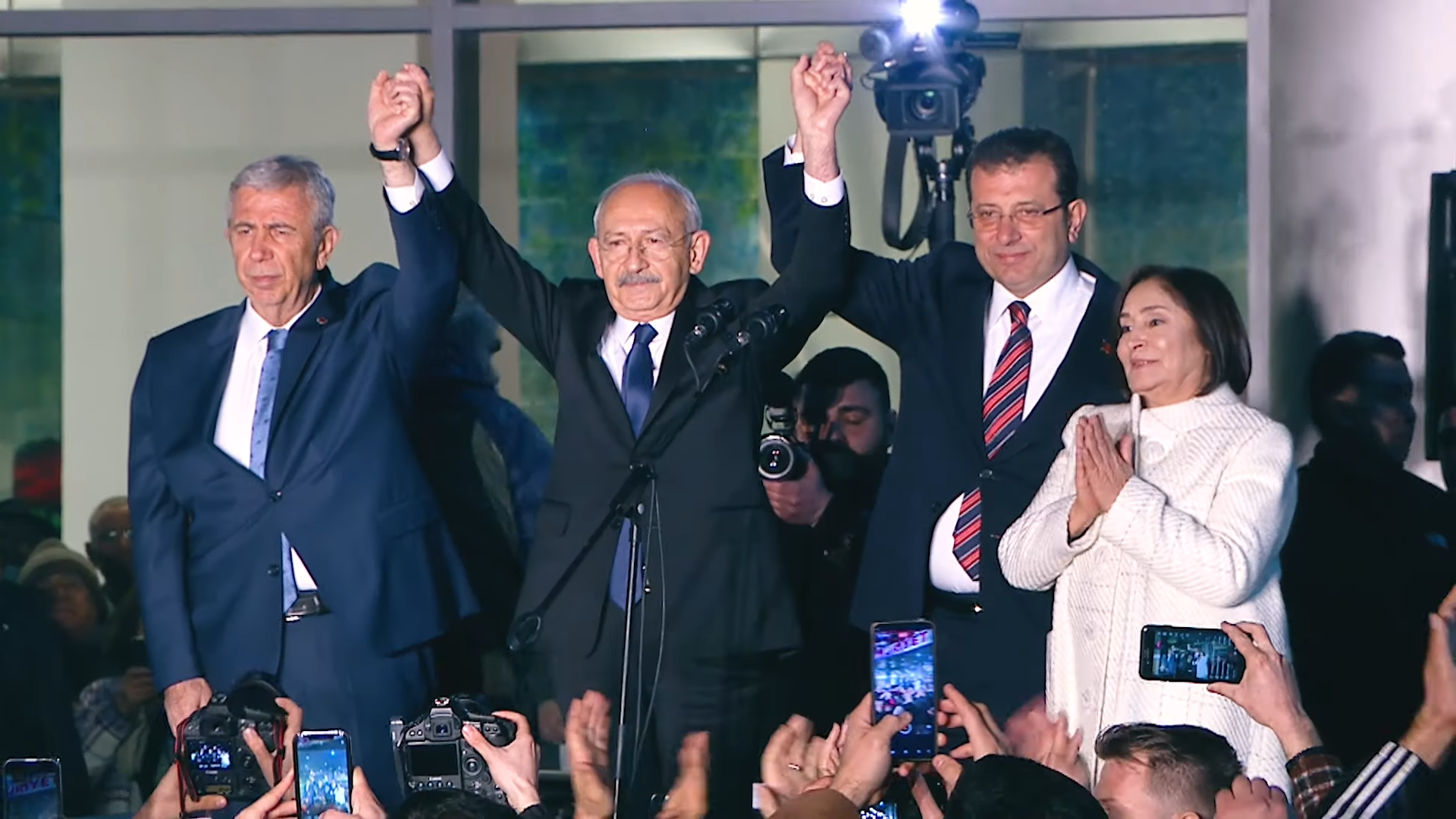
إعلان أكرم إمام أوغلو ومنصور يافاش كمرشحين لمنصب نائب الرئيس من قبل كمال قيليتشدار أوغلو

أعلن زعيم حزب الشعب الجمهوري، كمال كليجدار أوغلو، ترشحه للانتخابات الرئاسية التركية لعام 2023. ورُشّح كلٌّ من أكرم إمام أوغلو ومنصور يواش وزعماء خمسة أحزاب في تحالف الأمة لمنصب نائب الرئيس.
في 7 مايو، تعرض أكرم إمام أوغلو لهجوم خلال تجمع مؤيد لكليجدار أوغلو في أرضروم. وقُطِعَت مسيرته، ورُشقت بالحجارة من قِبل حشدٍ من حوالي 200 شخص، هاجموا كلاً من المشاركين في التجمع وإمام أوغلو. وصرح إمام أوغلو أن 9 أشخاص على الأقل من حشد التجمع أصيبوا بالحجارة التي ألقاها المهاجمون. وفي وقت لاحق، أُفيد أن 17 شخصًا أصيبوا بجروح بالغة ونُقلوا إلى المستشفى. أشاد مسؤولون حكوميون وأعضاء الحزب الرائد بالمهاجمين وألقوا باللوم على إمام أوغلو لاستضافة المظاهرة في أرضروم.
بعد فوز الرئيس التركي رجب طيب أردوغان في جولة الإعادة من الانتخابات الرئاسية في 28 مايو 2023، دعا إمام أوغلو إلى تغييرات جوهرية داخل حزب الشعب الجمهوري، حزب المعارضة الرئيسي. فخلال مؤتمر صحفي عُقد في 7 يونيو، تحدى إمام أوغلو بشكل غير مباشر زعيم حزب الشعب الجمهوري كمال قلجدار أوغلي، مدعيًا أن التغييرات الشكلية، مثل حل وتجديد اللجنة الإدارية المركزية للحزب، لن تكون كافية لتحقيق تحول حقيقي.
في 28 يوليو، كتب رسالة إلى "صحيفة أوكسيجين" يشرح فيها ما يعنيه بـ"التغيير داخل حزبه". وجاءت رسالته بعد يوم واحد من تصريحه بأن المجتمع يطالب بتغيير قيادة حزب الشعب الجمهوري وإدارته. وفي رسالة شاملة، ذكر إمام أوغلو أن الهياكل الحزبية السياسية الحالية "لا تلبي احتياجات تركيا".

### الاعتقال 2025
في 19 مارس 2025، ألقت الشرطة التركية القبض على إمام أوغلو بتهم تتعلق بالفساد المزعوم مع أكثر من 100 شخص. كما زُعم أنه ساعد حزب العمال الكردستاني. في 18 مارس 2025، ألغت جامعة إسطنبول شهادة إمام أوغلو، مشيرةً إلى وجود مخالفات، مما منعه من الترشح للرئاسة.جاء القرار قبل أيام قليلة من ترشيح المعارضة له كمرشح رئاسي لانتخابات 2028.
وبعد اعتقاله، وصف حزب الشعب الجمهوري، الذي ينتمي إليه إمام أوغلو، ما حدث بأنه "انقلاب مدني" ودعا إلى احتجاجات على مستوى البلاد. وفي وقت لاحق، فرض حاكم إسطنبول، داود غول، حظرا لمدة 4 أيام على الاحتجاجات في المدينة. وعلى الرغم من القيود، تجمع المتظاهرون خارج بلدية شيشلي ورفعوا شعارات تدعم إمام أوغلو.

## روابط خارجية
أكرم إمام أوغلي على موقع IMDb (الإنجليزية)
- أكرم إمام أوغلي على موقع مونزينجر (الألمانية)
- أكرم إمام أوغلي على موقع كينوبويسك (الروسية)

| المناصب السياسية          | المناصب السياسية                              | المناصب السياسية          |
| ------------------------- | --------------------------------------------- | ------------------------- |
| سبقه علي يرلي قايا acting | رئيس بلدية إسطنبول 27 June 2019 – present     | تبعه Incumbent            |
| سبقه مولود أويصال         | رئيس بلدية إسطنبول 17 April 2019 – 6 May 2019 | تبعه علي يرلي قايا acting |
| سبقه Yusuf Uzun           | عمدة بيليك دوزو 1 April 2014 – 7 April 2019   | تبعه Mehmet Murat Çalık   |